# I Jomfruens tegn
I Jomfruens tegn er en dansk hardcore-pornofilm fra 1973, skrevet og instrueret af Finn Karlsson.
Det var den første af de seks officielle sexkomedier i stjernetegn-filmserien.

## Handling
I en lille fransk by, Petit Boir, ligger et "Ungpige Internat for dydige unge piger", bestyret af Astra Adele, spillet af Sigrid Horne Rasmussen, tilhørende Nonpolitter-ordenen, en sagnomspunden astrologisk orden, 
Det astrofysiske fænomen Venus-passagen, skal til at ske og netop hvor fænomenet rammen jorden, ligger internatet. Fænomenet gør at unge jomfruer bliver meget lystne, og for at hindre dette, sendes Hr. Armand, spillet af Ole Søltoft til byen med et hormonpræparat, som virker særdeles dæmpende på "de kødelige lyster", og som skal dæmpe drifterne.
Samtidig har en professor, spillet af Bent Warburg, udviklet et stærkt afrodisikum, og skæbnen gør naturligvis, at hr. Armand og professoren får forbyttet de to præparater.
Hr. Armand når til Petit Boir og får "ulykkeligvis" og uvidende, blandet det stærke afrodisikum i byens vand, og så går det løs.
En ny pige, Scorpio, spillet af svenskeren Eva Lindberg, er kommet til skolen, og skal gennem en ydmygende optagelse, hvor pigerne drikker hende fuld og vil piske hende, men i sidste sekund, bliver hun reddet af Tauretta, som spilles af Lene Andersen. Pigerne har astrologiske navne, og i stedet for vold, udvikler det sig et et voldsomt lesbisk orgie, med bl.a. Geminette, spillet af Anne Bie Warburg, Virgine, spillet af Vivi Rau, Capricornia, spillet af Leni Kjellander, samt Faith Thrue Andersen og Ditte Maria.
Pigerne har mod på meget, og til internatets overhoveds, store fortrydelse, frekventerer pigerne gerne det lokale bordel, og lærer om kærlighed og sex. Her er bordelmutter Lone Helmer en god lærerinde.
Scorpio og Tauretta spiller en smuk lesbisk badescene, og Anne Bie og Bent Warburg går til den på bordellet.

## Medvirkende
Blandt de medvirkende kan nævnes: 
- Ole Søltoft
- Sigrid Horne-Rasmussen
- Bent Warburg
- Bjørn Puggaard-Müller
- Lone Helmer
- Benny Hansen
- Vivi Rau
- Anne Bie Warburg
- Eva Lindberg